# Grupo 22 de Astronautas de la NASA
Grupo 22 de Astronautas de la NASA (apodado "Las Tortugas") es un grupo de doce astronautas seleccionados en junio de 2017.

## Historia

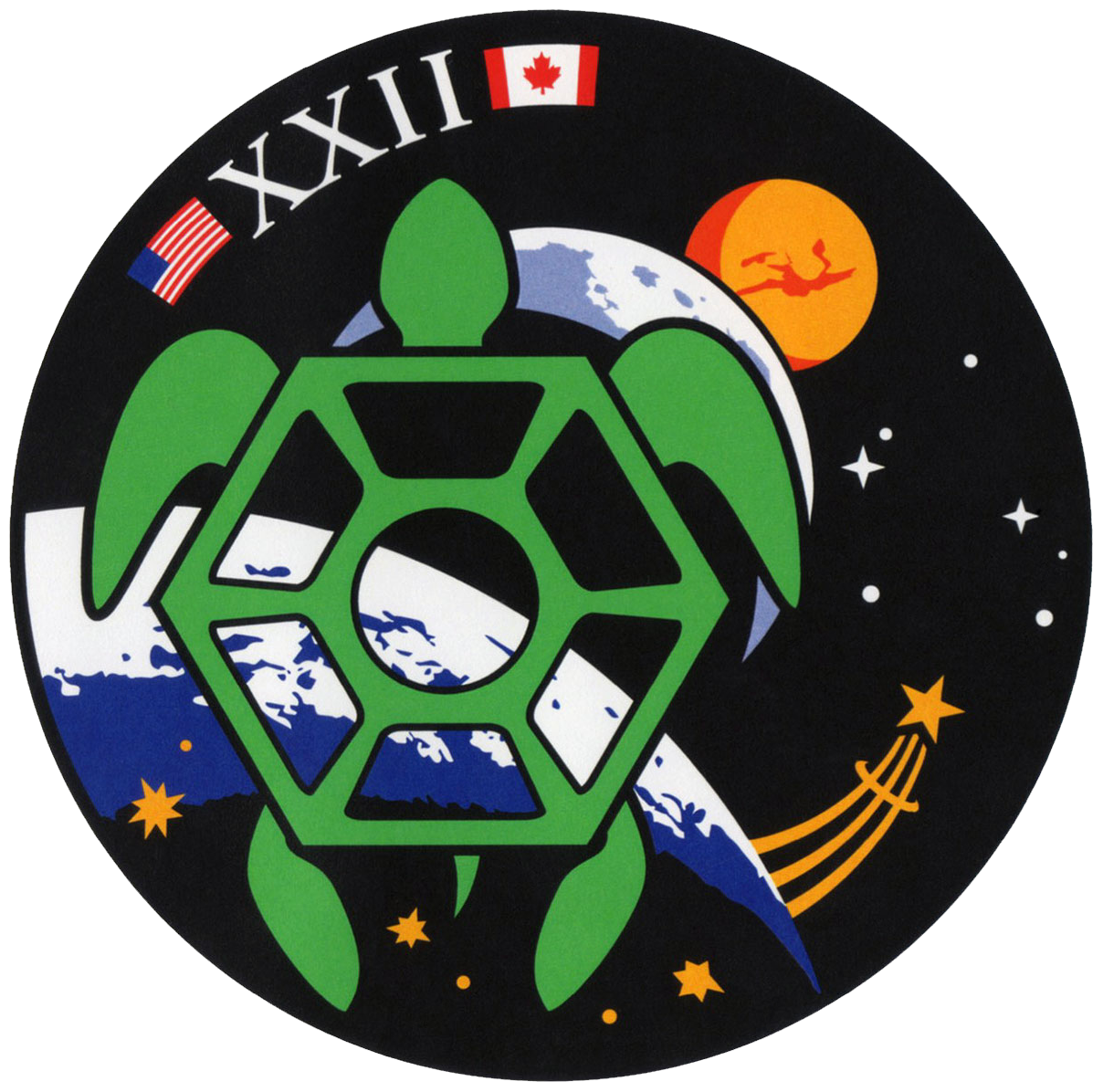
Parche de grupo

La NASA anunció la creación de este grupo de astronautas en noviembre de 2015 y aceptó solicitudes de contratación de astronautas desde diciembre de 2015 hasta febrero de 2016. Se recibió un número récord de solicitudes, más de 18.300. El grupo final de doce candidatos seleccionados se anunció públicamente el 7 de junio de 2017. La clase fue presentada en una conferencia de prensa en el Centro Espacial Johnson por el vicepresidente de los Estados Unidos, Mike Pence . Las edades de los siete hombres y cinco mujeres oscilaban entre los 29 y los 42 años en el momento del anuncio. 
Los candidatos a astronautas del Grupo 22 llegaron al Centro Espacial Johnson en Houston para recibir entrenamiento en agosto de 2017, y cuando su programa de entrenamiento de aproximadamente dos años se completó en enero de 2020, volvieron disponibles para misiones futuras.
El grupo se ganó el apodo de "Tortugas" después de sufrir las inundaciones del huracán Harvey poco después de llegar a la NASA. El nombre fue elegido por el grupo de astronautas anterior, "The 8-Balls", según las tradiciones de la NASA.

## Candidatos
- Kayla Barron (nacida en 1987): Teniente, Marina de los EE. UU.
- Zena Cardman (nacida en 1987): bióloga
- Raja Chari (nacido en 1977): Coronel, Fuerza Aérea de EE . UU.
- Matthew Dominick (nacido en 1981): teniente comodoro, Marina de los EE. UU.
- Bob Hines (nacido en 1975): piloto de investigación de la NASA
- Warren Hoburg (nacido en 1985): profesor asistente de Aeronáutica y Astronáutica, MIT
- Jonny Kim (nacido en 1984): teniente, médico de la Marina de los EE. UU., Ex SEAL de la Marina de los EE. UU.
- Robb Kulin (nacido en 1983): ingeniero jefe de lanzamiento, SpaceX : dimitió en agosto de 2018 antes de completar su formación.[5]
- Jasmin Moghbeli (nacido en 1983): Mayor, Cuerpo de Marines de EE . UU.
- Loral O'Hara (nacida en 1983): ingeniera de investigación, Instituto Oceanográfico Woods Hole
- Francisco Rubio (nacido en 1975): Mayor, médico del Ejército de EE . UU.
- Jessica Watkins (nacida en 1988): becaria postdoctoral, Instituto de Tecnología de California

## Astronautas canadienses asociados
Los astronautas estadounidenses se entrenaron junto a dos candidatos a astronautas canadienses:
- Joshua Kutryk (nacido en 1982): LCol, Real Fuerza Aérea Canadiense, piloto de pruebas, piloto de combate, ingeniero
- Jenni Sidey (nacida en 1988): ingeniera mecánica, científica de combustión y profesora[6]